# Lavabo (obřad)
Lavabo (popřípadě Lavábo) je obřad, při němž si celebrant při mši myje ruce. Je součástí přípravy darů, během níž se zpívá příslušný zpěv, a následuje po něm modlitba nad dary.

## Charakteristika
Jedná se o obřad symbolický, ale i praktický – následuje po přinášení darů historicky vznikl z potřeby kněze omýt si ruce – lid totiž přinášel jako dar třeba i hospodářské plodiny. Zároveň se bude za chvíli dotýkat proměněného Těla Kristova, proto si také někteří kněží omývají pouze palce a ukazováky – prsty, kterými drží hostii – jsou to ty samé prsty které budou (tradičně povinně, při mši Pavla VI. nepovinně) držet od proměňování dále spojené. V některých východních ritech, kde se kněz hostie při proměňování nedotýká, je obdobný obřad prováděn až po konsekraci, než poprvé uchopí do rukou Nejsvětější svátost.

## Užití
V římském ritu došlo k jeho zavedení v 16. století, i když znám byl už dříve (například v Jeruzalémě a Antiochii se praktikoval již ve 4. století). Užívá se při tradiční mši svaté i při nové mši svaté Pavla VI.

### Forma ordinaria
Při mši Pavla VI. (forma ordinaria) se kněz při mytí rukou tiše modlí: „Smyj ze mě, Bože, mou nepravost a očisť mě od hříchu“ (latinsky „Lava me, Domine, ab iniquitate mea, et a peccato meo munda me“).

### Forma extraordinaria
Při tradiční mši sloužené v mimořádné formě římského ritu (forma extraordinaria) je modlitba pronášená při Lavabu delší, její text je uveden na mešní tabulce opřené o oltář na jeho epištolní straně; její první slovo dalo obřadu název. Modlitba vychází ze žalmu č. 26:
| „                        | Lavabo inter innocentes manus meas et circumdabo altare tuum, Domine, ut audiam vocem laudis, et enarrem universa mirabilia tua. Domine, dilexi decorem domus tuae et locum habitationis gloriae tuae. Ne perdas cum impiis, Deus, animam meam, et cum viris sanguinum vitam meam, in quorum manibus iniquitates sunt, dextera eorum repleta est muneribus. Ego autem in innocentia mea ingressus sum, redime me et miserere mei. Pes meus stetit in directo, in ecclesiis benedicam te, Domine. | “ |
| — Ž 26, 6–12 (Kral, ČEP) | |   |